# Effets secondaires (film, 2013)
Pour les articles homonymes, voir Side Effects et Effet secondaire.
Pour plus de détails, voir Fiche technique et Distribution.
Effets secondaires (Side Effects) est un film américain réalisé par Steven Soderbergh et sorti en 2013. Ce thriller psychologique est centré sur la psychopharmacologie.
Le film est sélectionné en compétition pour l'Ours d'or du meilleur film lors du Berlinale 2013.

## Synopsis

### Mise en place des éléments de l'intrigue
Martin Taylor retrouve sa femme Emily après avoir purgé une peine de quatre ans de prison pour délit d'initié. Peu de temps après, Emily fait une tentative de suicide en fonçant avec sa voiture sur un mur de parking souterrain.
Elle consulte alors le psychiatre Jonathan Banks, qui lui prescrit des médicaments de type ISRS pour tenter de soigner sa dépression.
Les médicaments semblant sans effet bénéfique sur la maladie, Banks lui prescrit de l'Ablixa, une nouvelle molécule psychotrope — sur laquelle il est chargé par le laboratoire pharmaceutique de mener une étude clinique —, qui lui a été conseillée par le Dr Victoria Siebert, précédent médecin-psychiatre traitant d'Emily, et qui semble agir parfaitement sur les troubles d'Emily qui tombe dès lors dans la phase d'hyperactivité de son trouble bipolaire, accompagné d'épisodes de somnambulisme et d'absences.

### Drame et conséquences judiciaires
Dans l'un de ses accès de somnambulisme Emily poignarde à mort son époux.
Découvrant le corps et appelant les secours, elle est interpellée par la police de New York qui la soupçonne de meurtre. Ses avocats, aidés de Banks qui s'entretient avec le Dr Victoria Siebert, suspectent que la molécule est responsable de l'état d'Emily et qu'elle ne peut être condamnée pour meurtre en raison de son trouble mental au moment des faits.
Cependant, la presse qui s'empare de l'affaire, entache petit à petit la réputation de médecin de Jonathan Banks rendu responsable de la poursuite d'un traitement dangereux sur sa patiente. Il se voit lâché par son entourage professionnel et sa nouvelle compagne. Emily est internée dans une institution psychiatrique mais bénéficie d'un non-lieu pour l'inculpation d'homicide volontaire.
Entraîné dans une spirale qui prend toutes les apparences d'un délire paranoïaque, associé à une pseudo-théorie du complot, Jonathan Banks perd pied. Il ne sait comment interpréter une série d'éléments troublants et d'indices qui lui font penser qu'Emily a inventé toute l'histoire.
Poursuivant son enquête, il découvre que le docteur Siebert lui a menti sur certains faits et connaissait les effets secondaires de l'Ablixa pour avoir publié à leur propos. Il constate également d'étranges variations des cours des actions des entreprises pharmaceutiques à la suite du scandale.

### Dénouement et révélations finales
Les coïncidences deviennent si fortes que Jonathan décide de soumettre sa patiente à un pseudo-test de vérité, étant toujours son psychiatre traitant. Emily confirme son récit mais, vaseuse, s'endort à la fin de l'interrogatoire, sous les effets secondaires annoncés de la drogue employée. Jonathan Banks ne lui a pourtant injecté que du sérum physiologique.
Convaincu dès lors du complot mis en place par Emily et le Dr Siebert, il ourdit à son tour un plan pour manipuler la jeune femme en lui faisant croire que le docteur Siebert la double pour profiter financièrement de la situation avec lui. Emily se confie et lui avoue les dessous de sa relation amoureuse avec Victoria Siebert, du plan pour éliminer son mari, simuler une dépression et jouer à la victime d'une erreur médicale, et engranger des bénéfices sur des ventes opportunes d'actions consécutifs à la perte de confiance de l'opinion publique en l'Ablixa. Banks et elle font tomber Victoria Siebert et, jouant sur tous les tableaux, il réussit également à faire interner sa patiente qui l'avait abusé.

## Fiche technique
- Titre original : Side Effects
- Titre français : Effets secondaires
- Titre provisoire : The Bitter Pill[1]
- Réalisation : Steven Soderbergh
- Scénario : Scott Z. Burns
- Musique : Thomas Newman
- Décors : Rena DeAngelo
- Costumes : Susan Lyall
- Photographie : Steven Soderbergh (crédité en tant que Peter Andrews[2])
- Montage : Steven Soderbergh (crédité en tant que Mary Ann Bernard)
- Production : Scott Z. Burns, Lorenzo di Bonaventura et Gregory Jacobs
  - Producteurs délégués : Douglas Hansen, Adi Shankar, Spencer Silna et James D. Stern
- Sociétés de production : 1984 Private Defense Contractors, Di Bonaventura Pictures et Endgame Entertainment
- Sociétés de distribution : Open Road Films (en) (États-Unis), ARP Sélection (France)
- Budget : 30 000 000 $
- Pays de production :  États-Unis
- Langue originale : anglais
- Format : couleur - 35 mm - 2,35:1 - son Dolby Digital
- Genre : thriller psychologique, drame
- Durée : 106 minutes
- Dates de sortie[1] :
  - Canada, États-Unis : 8 février 2013
  - Allemagne : 12 février 2013 (63e festival de Berlin)
  - Belgique : 20 mars 2013
  - France : 3 avril 2013
- Classification :
  -  France : tous publics[3]
  -  Royaume-Uni : R, interdit aux moins de 15 ans[4]

## Distribution
- Jude Law (VF : Patrick Mancini ; VQ : Martin Watier) : le docteur Jonathan Banks
- Rooney Mara (VF : Julie Cavanna ; VQ : Pascale Montreuil) : Emily Taylor
- Catherine Zeta-Jones (VF : Marjorie Frantz ; VQ : Élise Bertrand) : docteur Victoria Siebert
- Channing Tatum (VF : Axel Kiener ; VQ : Frédérik Zacharek) : Martin Taylor
- Vinessa Shaw (VF : Juliette Degenne ; VQ : Mélanie Laberge) : Deirdre Banks
- Mamie Gummer (VF : Victoria Grosbois ; VQ : Évelyne Gélinas) : Kayla
- Andrea Bogart (es) (VF : Fabienne Galloux ; VQ : Catherine Proulx-Lemay) : Tracey Sutton
- David Costabile (VF : Gérard Darier ; VQ : Thiéry Dubé) : Carl Millbank
- Russel G. Jones (VF : Daniel Njo Lobé ; VQ : Pierre Auger) : Jeffrey Chlids
- Victor Cruz (VF : Serge Faliu ; VQ : Pierre-Étienne Rouillard) : l'officier Beahan
- Sasha Bardey (VF : Gabriel Le Doze ; VQ : Denis Graveraux) : le docteur Peter Joubert
- J. Claude Deering (VF : Thibaut Lacour ; VQ : Jean-François Beaupré) : Zach
- Peter Friedman (VF : Jean-Luc Kayser ; VQ : Marc Bellier) : Jim, un collègue de Banks
- Sheila Tapia (VF : Marie Vincent ; VQ : Marika Lhoumeau) : l'avocate d'Emily
- Polly Draper (VF : Frédérique Tirmont ; VQ : Hélène Mondoux) : la patronne d'Emily
- Ann Dowd (VF : Élisabeth Wiener ; VQ : Chantal Baril) : la mère de Martin
- Laila Robins (VF : Monique Nevers ; VQ : Claudine Chatel) : une collègue Banks
- Josh Elliot (VF : Thierry D'Armor ; VQ : François Godin) : le présentateur de Good Morning America
- Scott Shepherd (VF : Alexandre Cross ; VQ : François Trudel) : un inspecteur du NYPD
- Mitchell Michaliszyn (VF : Kylian Trouillard) : Ezra Banks
- Steve Lacy (VF : Serge Biavan) : le journaliste
- Johnny Sanchez (en) (VF : Rémi Caillebot) : l'infirmier ECT
- Davenia McFadden (VF : Catherine Artigala) : le juge
- Carmen Pelaez (VF : Catherine Artigala) : la réceptionniste de la prison
- Devin Ratray (VF : Sylvain Maury) : un patient du docteur Banks
- Ken Marks (VF : Sylvain Savard) : un patient du docteur Banks

Source et légende : Version française (VF) sur AlloDoublage et RS Doublage ; Version québécoise (VQ) sur Doublage.qc.ca

## Production

### Genèse et développement
Scott Z. Burns développe son scénario 10 ans environ avant la sortie du film, alors qu'il est l'un des scénaristes de la série télévisée médicale Wonderland. Il veut alors écrire un thriller atypique. Il rencontre alors Sasha Bardey, à cette époque directeur-adjoint du service psychiatrique d'un hôpital que le scénariste visite. Scott Z. Burns envisage initialement de le mettre lui-même en scène, avant que le poste de réalisateur revienne à Steven Soderbergh. Les deux hommes avaient déjà collaboré pour The Informant! (2009) et Contagion (2011).
Pour l'ambiance new-yorkaise, Steven Soderbergh s'est fortement inspiré de films comme Liaison fatale (Adrian Lyne, 1987) et Klute (Alan J. Pakula, 1971), bien que leurs sujets soient très différents. Il se base par ailleurs sur un court métrage de 4 minutes, Side Effects May Include, écrit et réalisé en 2008 par Shad Clark.

### Attribution des rôles
Blake Lively a d'abord été évoquée pour le rôle principal d'Emily Taylor, tout comme Emily Blunt, Amanda Seyfried, Michelle Williams. Le rôle a finalement été attribué à Rooney Mara.
Comme à son habitude, Steven Soderbergh s'entoure d'acteurs et actrices avec lesquels il a déjà travaillé : Jude Law (Contagion), Channing Tatum (Piégée et Magic Mike) ou encore Catherine Zeta-Jones (Traffic et Ocean's Twelve).

### Tournage
Le tournage débute en avril 2012, à New York. Il se déroule notamment à Manhattan (Chelsea, Conservatory Garden, Park Avenue, High Line) et dans le Queens (Kew Gardens, Flushing). Le réalisateur Steven Soderbergh a voulu privilégier des décors naturels pour accroître le réalisme de son film : « J'ai décidé que l'important, c'était que les lieux semblent naturels dans le film. Il n'y a pas de montage. Je ne vais pas là où l'un de mes personnages n'a pas été. » Quelques scènes ont ainsi été tournées dans un centre psychiatrique encore en activité, le Manhattan Psychiatric Center (en), au milieu de véritables patients. Le reste du tournage s'est déroulé dans l'État de New York : la prison pour femmes Taconic Correctional Facility (en) de Bedford Hills, à Yonkers, Tarrytown, Oyster Bay ou encore dans le comté de Broome.

### Musique
La bande originale est composée par Thomas Newman, qui a déjà travaillé avec Steven Soderbergh sur Erin Brockovich, seule contre tous et The Good German. L'album est publié par Varese Sarabande le 5 mars 2013.
| Liste des titres | Liste des titres                                           | Liste des titres | Liste des titres | Liste des titres | Liste des titres | Liste des titres | Liste des titres | Liste des titres | Liste des titres |
| No               | Titre                                                      | Durée            |                  |                  |                  |                  |                  |                  |                  |
| ---------------- | ---------------------------------------------------------- | ---------------- | ---------------- | ---------------- | ---------------- | ---------------- | ---------------- | ---------------- | ---------------- |
| 1.               | Acute Parasomnia                                           | 0:41             |                  |                  |                  |                  |                  |                  |                  |
| 2.               | Very Sick Girl (Main Title)                                | 2:25             |                  |                  |                  |                  |                  |                  |                  |
| 3.               | Houston Free Meds                                          | 2:22             |                  |                  |                  |                  |                  |                  |                  |
| 4.               | Relativity                                                 | 1:22             |                  |                  |                  |                  |                  |                  |                  |
| 5.               | Past Behaviour                                             | 1:28             |                  |                  |                  |                  |                  |                  |                  |
| 6.               | Another Acquittal                                          | 3:27             |                  |                  |                  |                  |                  |                  |                  |
| 7.               | Knife                                                      | 1:20             |                  |                  |                  |                  |                  |                  |                  |
| 8.               | Hopelessness                                               | 1:22             |                  |                  |                  |                  |                  |                  |                  |
| 9.               | Allison Finn                                               | 2:27             |                  |                  |                  |                  |                  |                  |                  |
| 10.              | Dark & Stormy                                              | 1:10             |                  |                  |                  |                  |                  |                  |                  |
| 11.              | Poisonous Fog                                              | 2:29             |                  |                  |                  |                  |                  |                  |                  |
| 12.              | Salt Water                                                 | 2:00             |                  |                  |                  |                  |                  |                  |                  |
| 13.              | Conduct Review                                             | 2:09             |                  |                  |                  |                  |                  |                  |                  |
| 14.              | Double Jeopardy                                            | 0:46             |                  |                  |                  |                  |                  |                  |                  |
| 15.              | Malingering                                                | 5:42             |                  |                  |                  |                  |                  |                  |                  |
| 16.              | St. Luke's                                                 | 1:23             |                  |                  |                  |                  |                  |                  |                  |
| 17.              | Take Back Tomorrow (End Title)                             | 2:21             |                  |                  |                  |                  |                  |                  |                  |
| 18.              | The Forgotten People (interprété par Thievery Corporation) | 3:12             |                  |                  |                  |                  |                  |                  |                  |
| 77:55            |                                                            |                  |                  |                  |                  |                  |                  |                  |                  |

## Accueil

### Accueil critique
Le film reçoit des critiques plutôt positives. Sur l'agrégateur américain Rotten Tomatoes, il obtient 83% d'opinions favorables, pour une note moyenne de 7,3/10 et 218 critiques. Sur Metacritic, il décroche une moyenne de 75/100 pour 40 critiques.
En France, les critiques sont également plutôt positives. Le site Allociné propose une note moyenne de 3,6/5, pour 27 titres de presse recensés.

### Box-office
Effets secondaires rencontre un succès commercial correct lors de sa sortie en salles. Tourné avec un budget de 30 millions de dollars, il totalise 63 372 757 $ de recettes mondiales, dont 32 172 757 $ rien qu'aux États-Unis et au Canada.
Pour autant, il s'agit d'une contre-performance au box-office pour Effets secondaires par rapport au précédent film de Steven Soderbergh, Magic Mike sorti en juin 2012 qui, tourné avec un budget de sept millions de dollars, avait cumulé 167 221 571 $ de recettes mondiales.
En France, le film totalise 485 823 entrées, étant — avec le Royaume-Uni — l'un des deux pays étrangers où le long-métrage a le mieux marché en salles, permettant à Steven Soderbergh de faire oublier les échecs commerciaux de Piégée (161 222 entrées) et Magic Mike (285 400 entrées) sur le territoire français.

## Distinctions

### Nominations
- Berlinale 2013 : sélection officielle
- International Online Cinema Awards 2013 : meilleure actrice pour Rooney Mara, meilleur scénario original pour Scott Z. Burns et meilleure musique pour Thomas Newman
- World Soundtrack Awards : meilleur compositeur de l'année pour Thomas Newman (également pour Skyfall)